# Reinaldo Nogueira
Reinaldo Nogueira Lopes Cruz (Indaiatuba, 17 de setembro de 1967) é um político brasileiro filiado ao Partido do Movimento Democrático Brasileiro (PMDB)'. É irmão do também político Rogério Nogueira.
Em 1992, aos 24 anos, foi eleito vereador em sua cidade natal pelo extinto Partido da Frente Liberal (PFL) com 921 votos, sendo o 4º mais votado, na época era o mais jovem da cidade. Em 1994 candidatou-se a Deputado Federal pelo Partido Democrático Trabalhista (PDT) conseguindo 16.313 votos assim obtendo a 1ª suplência do partido.
Foi eleito prefeito de Indaiatuba por dois mandatos consecutivos a partir de 1997. Em 1996 candidatou-se pela primeira vez ao cargo de prefeito de Indaiatuba, vencendo a eleição com aproximadamente 54% dos votos válidos (32.995 votos). Em 2000 disputa a reeleição ao cargo de prefeito e ganha o pleito com 74,10% dos votos válidos (55.782 votos).
Em 2006 foi eleito deputado federal pelo estado de São Paulo. Obteve 184.553 votos (0,88% dos votos válidos). Em 2008, disputa novamente o cargo de prefeito de Indaiatuba e vence com 69,80 % dos votos válidos (68.063 votos).
Em 2011 desfilia-se do seu partido de origem, o PDT para ir ao PMDB.
Nas eleições de 2012, reelege-se para o seu 4º mandato como prefeito de Indaiatuba, conquistando 65,10% dos votos válidos (67.301 votos).
Em outubro de 2015 foi alvo de uma operação do ministério público, acusado de participar de um esquema de fraudes na desapropriação de imóveis. A operação cumpriu 14 mandatos de busca e apreensão na prefeitura, nas casas do prefeito, de empresários e de um promotor público e em empresas. Em sua casa foram encontrados 1,5 milhão de reais em dinheiro. Foi acusado de desapropriar imóveis em Indaiatuba para favorecer os empresários e políticos.  Um dos casos investigados foi a compra de um terreno por 450 mil reais por uma das empresas e que foi depois desapropriado pela prefeitura por 9,9 milhões de reais.
Foi preso em junho de 2016 e transferido para um presídio em Campinas, foram presas outras quatro pessoas, inclusive seu pai.
Foi novamente preso em novembro de 2016 em um posto de combustíveis na cidade de Indaiatuba. A prisão foi atribuída a possível crime de concussão.